# Vipāka
Vipāka (terme sanskrit et pali) signifie « maturation, résultat ».  Utilisé dans les textes hindouistes et bouddhistes, vipāka désigne, au niveau mental, la maturation de karma, « le résultat d'un acte volitionnel bon ou mauvais du corps, des paroles ou de l'esprit, accompli dans cette vie ou dans une vie antérieure ».
Patañjali utilise cette notion dans le Yoga-Sūtra (II.13).